# Batajevka
Batajevka je sídlo vesnického typu (selo) v Achtubinském rajónu Astrachaňské oblasti Ruska. Je sídlem stejnojmenného vesnického okresu.
Nachází se v severovýchodní části Astrachaňské oblasti, na hranici údolní nivy Volha-Achtubinsk a stepní zóny, ve vzdálenosti asi 15 km jihovýchodně od města Achtubinsk.

## Historie
Selo bylo založeno roku 1740 uprchlými nevolníky z Černozemě. Jinou verzi je že selo založili Molokané, kteří sem přišli na začátku 19. století. V Seznamu osídlených míst Ruské říše z roku 1859 je Batajevka zmíněna jako státem vlastněná vesnice Carevského ujezdu.